# República Sudanesa
La República Sudanesa fue una república autónoma dentro de la Comunidad Francesa creada en 1958 en el territorio correspondiente al actual Malí. Su capital fue Bamako. En abril de 1959 la República Sudanesa se unió a Senegal para formar la Federación de Malí que quedó disuelta a su vez el 20 de agosto de 1960. El país asume el nombre de República del Malí el 22 de septiembre de 1960.
Conservó la bandera del Sudán francés, que se distingue por las tres franjas verticales tricolores azules, blancas y rojas de Francia y lleva un kanaga estilizado en su centro. 

## Historia
Durante el referéndum del 28 de septiembre de 1958, que marcó el final del África Occidental Francesa (AOF), los electores del Sudán francés votaron masivamente (97 %) a favor de la creación de la República Sudanesa en el seno de la Comunidad Francesa, una asociación política entre Francia y su imperio colonial en vías de descolonización.